# Эдлунд, Эрик
Эрик Эдлунд (швед. Erik Edlund; 1819—1888) — шведский физик, член Стокгольмской академии наук.

## Биография
Эрик Эдлунд родился 14 марта 1819 года в деревне Фрёсви (в лене Эребру); родители его были незажиточные крестьяне. Грамоте он выучился у некоторого амбулаторного учителя, который «не шел далее псалтыря: о письме и счете не было и речи». К счастью в руки молодого Эрика попала какая-то «География» в вопросах и ответах и «Философия для неученых» Бастгольма. Чтение этих книжек пробудило в нём такое желание учиться, что отец, после долгих колебаний, отдал его в 1831 году в так называемую «апологистическую школу» в Эребру. В 1832 году молодой Эрик перенес тяжелую болезнь, последствием которой был паралич левого бока и, оставшееся на всю жизнь, искривление позвоночника. После смерти отца Эрик был вынужден зарабатывать деньги  перепиской бумаг у местного судьи и обучением детей грамоте. Наконец в 1834 году в 15 лет, ему удалось поступить в «тривиал-школу» в Эребру, благодаря тому обстоятельству, что обучение в Швеции стало бесплатным. В 1837 году его перевели в гимназию, а в 1849 году он поступил уже в Уппсальский университет. В 1845 году он сдал все выпускные экзамены и в 1846 году был назначен доцентом на кафедру механики. В следующем году Эдлунд получил стипендию для заграничного путешествия. В Берлине он слушал лекции Магнуса и Дове, в Лейпциге — Вебера, там же Эдлунд начал свои исследования над индуктивными токами. Побывав затем в Швейцарии, он переехал в Брюссель, где опять серьёзно заболел, что и помешало ему посетить Париж. Вернувшись в 1849 году на родину, он в 1850 году получил место физика в Королевской Академии наук. Сначала незначительное жалование и поглощающие обязательные занятие не позволяли Эдлунду всецело заниматься экспериментальными исследованиями, но впоследствии обстоятельства изменились к лучшему и позволили ему целым рядом научных работ приобрести громкую известность. Эдлунд был удостоен различных знаков отличия, почетных титулов, различных премий и денежных наград. Он стал членом различных академий наук и ученых обществ, в частности был избран членом-корреспондентом Петербургской Академии наук (1870).
Умер Эдлунд 19 августа 1888 года от «паралича сердца». Благодаря «скромным потребностям свой деятельной жизни», оставил значительное состояние после смерти.

## Научный вклад
Из многочисленных работ Эдлунда наибольшей известностью пользуется исследование его «О природе электричества» (1871). В основу его теории поставлена гипотеза, так называемая унитарная, по которой предполагается для объяснения электрических явлений, как статических, так и динамических, существование не двух электрических жидкостей, а одной только, причем эта одна жидкость, по всей вероятности, есть не что иное, как эфир. Приписав эфиру свойства обыкновенного газа, он вместе с тем положил, что в телах, называемых хорошими проводниками электричества, эфир может свободно перемещаться, тогда как в непроводящем теле он связан с молекулами. Принимая затем, что положительно наэлектризованное тело заключает в себе больше эфира, а отрицательно наэлектризованное тело — меньше, чем то же тело в нейтральном его состоянии, Эдлунд выводит закон Кулона, касающийся взаимодействия наэлектризованных тел. Электродвижущая сила, вызывающая ток в замкнутом проводнике, преобразует, по рассматриваемой теории, колебательное тепловое движение в движение поступательное. Отсюда появляется объяснение явления Пельтье. Введя, кроме того, в учение об электричестве закон Архимеда и зависимость сил взаимодействия от скорости и ускорения, Эдлунд в состоянии был легко справиться со всеми задачами гальванической индукции. Остроумно разработанная теория Эдлунда хотя и обратила на себя в своё время всеобщее внимание учёного мира, но теперь о ней упоминается в науке довольно редко, несмотря на её некоторые общие точки соприкосновения с новейшими теориями.
Кроме этого главного своего труда, значение которого, как можно предполагать, со временем снова подымется на достодолжную высоту, у Эдлунда имеется много других исследований, как экспериментальных, так и теоретических. Предметы этих исследований относятся преимущественно к области электрического тока. Одна из первых его работ (1849) касается индукционных токов, возникающих при замыкании и размыкании гальванической цепи. Затем следует, между прочим, исследование (1864) о нагревании тела при прерывистом его намагничивании, в котором доказывается, что это нагревание вызывается главным образом индукционными токами. Экспериментальные исследования Эдлунда были, кроме того, посвящены вопросам об изменении электропроводности железа при намагничивании (1854), об удлинении железных и других проволок при прохождении через них электрического тока (1866—1867), об электровозбудительной силе электрической искры и вольтовой дуги (1868—1885). Вне области электричества большой известностью пользуется работа, относящаяся к изменению температуры при растяжении металлических проволок (1865); на основании результатов этих тщательно произведенных опытов возможно определить величину механического эквивалента теплоты; величина эта, по вычислениям Эдлунда, в среднем получилась равной около 430 килограмм-метров, что довольно хорошо согласуется с результатами других экспериментаторов (425—428). К последним его работам принадлежит обширное исследование «Об униполярной индукции, атмосферном электричестве и полярных сияниях» (1878—1888), а также ряд мелких статей, касающихся вопроса о проводимости пустоты, теории униполярной индукции и т. п. Последней работой была статья об атмосферном электричестве (1888).